# Walter Kubitzky
Walter Kubitzky (* 14. Februar 1891 in Gostyn, Provinz Posen; † 26. April 1945 in Berlin) war ein deutscher Jurist im Polizeidienst und SS-Führer.

## Leben und Wirken

### Jugend, Ausbildung und frühe Laufbahn
Walter Kubitzky war ein Sohn des Rentmeisters Karl Kubitzky und seiner Ehefrau Martha geb. Pyrkosch. Kubitzky besuchte das Königliche Katholische Gymnasium in Glatz, an dem er zu Ostern 1909 die Reifeprüfung ablegte. Anschließend studierte er Rechtswissenschaften und Nationalökonomie an der Universität Breslau. Im August 1914 legte er dort das Referendarexamen ab. Am 19. September 1914 wurde er in den Reichsdienst aufgenommen.
Ab dem 6. August 1914 nahm Kubitzky mit der preußischen Armee am Ersten Weltkrieg teil, aus der er am 28. November 1918 im Rang eines Leutnants der Reserve ausschied; sein Zwillingsbruder Hans ist im Ersten Weltkrieg gefallen. Anschließend war Walther Kubitzky vom 9. Dezember 1918 bis 9. Juli 1919 als Gerichtsreferendar beim Amtsgericht in Glatz tätig. Danach durchlief er bis zum Mai 1920 die Ausbildung für den mittleren Justizdienst.
Am 4. Juni 1920 wurde Kubitzky als Grenzpolizeikommissar auf Widerruf bei der Landespolizei Osten in Frankfurt an der Oder eingestellt. Am 1. Juni 1921 wurde er schließlich auf Dauer mit der Stellung eines Grenzkommissars der Landeskriminalpolizei im Regierungsbezirk Breslau eingestellt. Am 24. April 1926 erhielt er die Amtsbezeichnung eines Kriminalkommissars. Vom 8. bis 30. September 1926 absolvierte er an der Polizeischule in Eiche den Lehrgang für höhere Kriminalbeamte. Am 1. Dezember 1929 wurde Kubitzky schließlich als Kriminalbeamter zum Polizeipräsidium Breslau versetzt.

### Zeit des Nationalsozialismus
Nach der nationalsozialistischen Machtergreifung im Frühjahr 1933 wurde Kubitzky vom Breslauer Polizeipräsidium zur Staatspolizeistelle Breslau versetzt, deren Leitung zu dieser Zeit von dem schlesischen SA-Führer Edmund Heines übernommen wurde. Zeitgleich trat Kubitzky in die SA ein, in der er den Rang eines Truppführers erreichte und die er bereits 1934 wieder verließ. Zum 1. Mai 1933 trat er auch der NSDAP bei (Mitgliedsnummer 1.972.106).
Am 2. Dezember 1933 wurde Kubitzky dann gemäß Erlass vom 30. November 1933 von Breslau ins Geheime Staatspolizeiamt (Gestapa) in Berlin geholt, wahrscheinlich auf Betreiben seines Breslauer Vorgesetzten Günther Patschowsky, der zur gleichen Zeit vom Posten des stellvertretenden Polizeipräsidenten in Breslau als Chef der Hauptabteilung IV (Landesverrat und Spionageabwehr) des Gestapa nach Berlin berufen wurde. Nach seinem Umzug nach Berlin zog Kubitzky mit seiner Frau Selma und den vier Kindern in die Windscheidstraße 32.
Nach seinem Dienstantritt in Berlin im Januar 1934 wurde Kubitzky im Rang eines Kriminalkommissars zum stellvertretenden Leiter der Hauptabteilung IV des Gestapas ernannt, die kurze Zeit später – anlässlich einer Neudurchnummerierung der Abteilungen – die Bezeichnung Hauptabteilung III erhielt. In dieser Eigenschaft war er der wichtigste Mitarbeiter des Hauptabteilungsleiters Patschowsky. Dem abtrünnigen SD-Agenten Heinrich Orb zufolge war Kubitzky als Mitarbeiter Patschowskys in den ersten Monaten des Jahres 1934 an der Intrige der SS-Führer Heinrich Himmler und Reinhard Heydrich gegen den damaligen Gestapochef Rudolf Diels beteiligt, die schließlich zur Ablösung Diels durch Heydrich und zur Übernahme der Gestapo durch die SS führte: Kubitzky sei in diesem Sinne maßgeblich daran beteiligt gewesen, der Übernahme der damals noch SS-feindlichen Gestapo durch die SS den Boden zu bereiten, indem er als eingeschleuster „Maulwurf“ die Stellung von Diels als Gestapo-Chef systematisch von innen untergrub und indem er Himmler und Heydrich interne Informationen des Amtes für den Machtkampf mit Göring und Diels zuspielte. Die Übergabe der Gestapo an Heydrich und Himmler erfolgte schließlich am 20. April 1934.
Bereits am 1. April 1934 war Kubitzky zum Kriminalpolizeirat befördert worden. Bald danach muss er dem – ebenfalls zur Jahreswende 1933/1934 aus Breslau ins Gestapa versetzten – Kriminalbeamten Ernst Damzog unterstellt worden sein. Dem angeblichen ehemaligen Gestapo-Mitarbeiter Koehler zufolge leitete Kubitzky im Jahr 1934 innerhalb der Abwehrabteilung die „Unterabteilung Ost“, die für entsprechende Tätigkeiten in Polen, Russland, der Tschechoslowakei, Rumänien und den baltischen Staaten sowie im Fernen Osten zuständig war. In seinem 1940 in London veröffentlichten Buch Inside the Gestapo kennzeichnet Koehler Kubitzky für diese Zeit als einen „alten, erfahrenen Kriminalisten“ und „Experten für alle östlichen Länder“. Optisch beschrieb er ihn als Mann von „mittlerer Statur, eher etwas kleiner als der Durchschnitt, dünn, stets sorgfältig rasiert, brillenbewehrt; seine Nase ist scharf geschnitten, sein Gesicht falkenähnlich mit einem vollständig haarfreien Schädel und unangenehmen Froschaugen.“
Kubitzky, der seit etwa 1936 Mitglied der SS war, in der er den Rang eines Sturmbannführers erreichte, blieb bis zum Ende des NS-Regimes im Frühjahr 1945 im Gestapa tätig: Vom 2. bis 23. Oktober 1936 durchlief er den „Lehrgang für Kriminalkommissare zur Ausbildung in der Politischen Polizei“ beim Polizeiinstitut Berlin-Charlottenburg. Nach der Gründung des Reichssicherheitshauptamtes (RSHA) im Jahr 1938 übernahm er dann im Amt IV (Gestapo) des RSHA die Leitung des Dezernats IV E 4 („Abwehr Ost“), das mit Spionageabwehr gegen die Sowjetunion befasst war. Am 1. April 1939 wurde er im Kriminaldienst zum Kriminaldirektor und 1941 zum Regierungs- und Kriminalrat befördert.
Während des Zweiten Weltkriegs war Kubitzky unter anderem an der Aufdeckung der Aktivitäten der Roten Kapelle beteiligt. Kubitzky erschoss sich Ende April 1945 während der Schlacht um Berlin, kurz vor der Eroberung der Reichshauptstadt durch die Rote Armee.